# UFC on ESPN: Song vs. Simón
UFC on ESPN: Song vs. Simón (también conocido como UFC on ESPN+ 45 y UFC Vegas 72) fue un evento de artes marciales mixtas producido por Ultimate Fighting Championship que tuvo lugar el 29 de abril de 2023 en las instalaciones del UFC Apex en Enterprise, Nevada, parte del área metropolitana de Las Vegas, Estados Unidos.

## Antecedentes
Se esperaba que el combate de peso ligero entre Arman Tsarukyan y Renato Moicano encabezara el evento. Sin embargo, Moicano se retiró por lesión dos semanas antes del evento y el combate se canceló. Como resultado, un combate de peso gallo entre Song Yadong y Ricky Simón fue trasladado de UFC Fight Night: Pavlovich vs. Blaydes para encabezar este evento.
Un combate de peso medio entre Cody Brundage y Rodolfo Vieira tuvo lugar en este evento. Anteriormente estaban programados para enfrentarse en UFC Fight Night: Nzechukwu vs. Cuțelaba pero Vieira se retiró del evento debido a razones no reveladas.
Un combate de peso pesado entre Jake Collier y Martin Buday se esperaba originalmente que tuviera lugar dos semanas antes en UFC Fight Night: Holloway vs. Allen pero se trasladó a este evento por razones desconocidas.
Durante la semana del evento, tres combates reservados para este evento sufrieron cambios: un combate de peso paja femenino entre Emily Ducote y Polyana Viana fue reprogramado para UFC Fight Night: Pennington vs. Aldana 2 el 20 de mayo; Ange Loosa se retiró de su combate de peso welter contra Joshua Quinlan por razones no reveladas y fue sustituido por Trey Waters; y un combate de peso ligero entre Natan Levy y Pete Rodriguez fue reprogramado para UFC on ABC: Rozenstruik vs. Almeida el 13 de mayo debido a un problema no revelado por parte de Rodriguez.
Un día después, otro combate cambió, ya que Brian Kelleher se retiró de su combate de peso gallo contra Journey Newson. Fue sustituido por Marcus McGhee en un combate de peso acordado de 140 libras.
En el pesaje, Irina Alekseeva y Hailey Cowan no alcanzaron el peso permitido. Alekseeva pesó 140 libras y Cowan 137.5 libras, cuatro libras y una libra y media por encima del peso gallo femenino, respectivamente. Alekseeva y Cowan fueron multadas con el 30% y el 20%, respectivamente, de sus respectivas bolsas, que fueron a parar a manos de sus rivales Stephanie Egger y Jamey-Lyn Horth.

## Premios de bonificación
Los siguientes luchadores recibieron bonificaciones de $50000 dólares.
- Pelea de la Noche: No se concedió ninguna bonificación.
- Actuación de la Noche: Song Yadong, Caio Borralho, Rodolfo Vieira, y Marcus McGhee